# Cralopa carlessi
Cralopa carlessi är en snäckart som beskrevs av Stanisic 1990. Cralopa carlessi ingår i släktet Cralopa och familjen Charopidae. Inga underarter finns listade i Catalogue of Life.